# Rypne
Rypne (ukr. Ріпне, Ripne) – wieś na Ukrainie, w obwodzie iwanofrankiwskim, w rejonie rożniatowskim. W 2001 roku liczyła 964 mieszkańców.   

## Historia
Wieś została założona w 1766.
W II Rzeczypospolitej miejscowość była siedzibą gminy wiejskiej Rypne w powiecie dolińskim, w województwie stanisławowskim.
W 1936 wybudowano Dom Spółdzielczy w Rypnem, rozbudowany do wiosny 1939.
Do 1939 w miejscowości działał klub piłkarski KSZN Rypne.